# Novovarsavkai járás

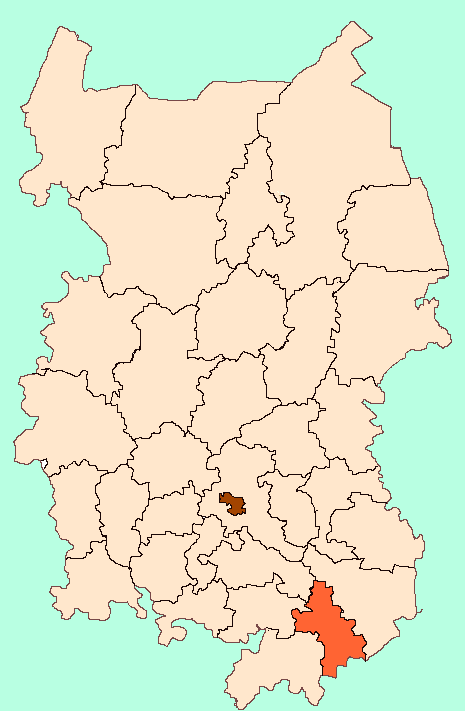
A Novovarsavkai járás az Omszki területen

A Novovarsavkai járás (oroszul Нововаршавский район) Oroszország egyik járása az Omszki területen. Székhelye Novovarsavka.

## Népesség
- 1989-ben 28 273 lakosa volt.
- 2002-ben 27 461 lakosa volt.
- 2010-ben 24 450 lakosa volt, melynek 68,32%-a orosz, 16,68%-a kazah, 5,24%-a ukrán, 4,36%-a német, 2,23%-a tatár.